# Areca mandacanii
Areca mandacanii är en enhjärtbladig växtart som beskrevs av Heatubun. Areca mandacanii ingår i släktet Areca och familjen Arecaceae. Inga underarter finns listade i Catalogue of Life.